# Antidiaroik
Antidiaróik je zdravilo ali učinkovina, ki se uporablja za zdravljenje driske (diareje). Antidiaroiki delujejo tako, da upočasnijo prebavo, zmanjšajo izgubo vode z blatom ali povečajo vsrkanje vode iz črevesja v organizem. Kot antidiaroiki se med drugim uporabljajo zdravila iz naslednjih skupin: opiati, antagonisti receptorjev 5-HT3, intestinalni adsorbenti in zdravila, ki povečajo prostornino črevesne vsebine. Učinkovine, ki se uporabljajo za zdravljenje driske, so na primer loperamid, difenoksilat, bizmutov subsalicilat, holestiramin in oktreotid. Peroralne raztopine za rehidracijo sicer ne spadajo med antidiaroike, vendar so pomembne v zdravljenju driske.

## Predstavniki antidiaroikov

### Opiatni antidiaroiki
Opiatni antidiaroiki so pogosto uporabljana zdravila za zdravljenje driske. Učinkoviti so pri različnih bolezenskih stanjih, ki jih spremlja driska. Ob ustreznem zdravniškem nadzoru je njihova raba varna. Delujejo tako, da upočasnijo potovanje črevesne vsebine ter tako omogočijo več časa za absorpcijo vode v črevesno steno.
Loperamid je sintetični opioid, ki je učinkovit in varen. Deluje na opioidne receptorje μ v črevesni steni, nima pa znatnega učinka na osrednje živčevje. Podobno delujeta tudi difenoksilat in difenoksin, vendar lahko pri višjih odmerkih učinkujeta na osrednje živčevje in predstavljata tveganje za zlorabo. Za zmanjšanje tveganja za zlorabljanje se kombinirata z atropinom. Tudi močnejši opiati, kot sta morfin in kodein, delujejo antidiaroično, vendar se v ta namen redko uporabljajo, in sicer zaradi tveganja za zlorabo in ker je potrebno skrbno spremljanje bolnikov.

### Antagonisti receptorjev 5-HT3
Antagonisti receptorjev 5-HT3 se sicer uporabljajo kot antiemetiki (zdravila proti bruhanju) za zdravljenje ali preprečevanje slabosti in bruhanja po kemoterapiji, obsevanju ali operaciji. Zavirajo serotoninske receptorje v prebavilih in osrednjem živčevju. Študije so pokazale, da je serotonin pomemben posrednik v nastanku driske in igra pomembno vlogo v patologiji sindroma razdražljivega črevesa. Antagonisti receptorjev 5-HT3 zmanjšajo visceralno občutljivost, upočasnijo prehod črevesne vsebine skozi črevesje in zmanjšajo krčenje gladkih mišic v prebavilih po zaužitju hrane. Alosetron in cilansetron sta učinkovita pri lajšanju driske pri bolnikih s sindromom razdražljivega črevesa, vendar izkazujeta resne neželene učinke. 
Zaradi povzročanja ishemičnega kolitisa in zapletov zaradi zaprtja je alosetron na voljo za klinično uporabo v nekaterih državah z zelo omejeno indikacijo, cilansetrona pa niso nikoli utržili.

### Intestinalni adsorbenti
Intestinalni antidiaroiki na svoji površini fizikalno ali kemično vežejo druge snovi ali delce, ki povzročajo drisko, npr. medicinsko oglje ali bela glina (kaolin). Bela glina je hidratirani aluminijev silikat, ki v črevesju nase veže vodo, bakterije in toksine; zmanjša tekočnost blata. Pri vezavi snovi ni selektivna, zato lahko ob sočasni uporabi z drugimi zdravili nase veže tudi le-te in tako zmanjša njihovo aborpcijo iz prebavil in s tem njihovo učinkovitost.

### Zaviralci enkefalinaze
Zaviralci enkefalinaze so antidiaroiki, ki z zaviranjem najpomembnejšega encima za razgradnjo endogenih opioidnih peptidov zmanjšajo izločanje vode v črevesje, npr. acetorfan.

### Analogi somatostatina
V zdravljenju driske, ki jo povzroča kemoterapija, se že desetletja uporablja oktreotid, potentni sintetični analog somatostatina. Uporablja se zlasti pri hudi obliki driske, medtem ko je pri blažjih oblikah driske načeloma zdravilo izbora loperamid. Oktreotid zavira izločanje inzulina, glukagona, vazoaktivnega peptida in želodčnih sokov; v prebavilih poveča absorpcijo vode iz črevesne vsebine.